# Annemarie Schwarzenbach
Annemarie Schwarzenbach   (Zúric, 23 de maig de 1908 - Sils Maria, 15 de novembre de 1942) va ser una doctora en filosofia, arqueòloga, periodista, fotògrafa i novel·lista suïssa, coneguda sobretot per la seva faceta d'escriptora de viatges. Va ser amiga de Klaus i Erika Mann (fills de Thomas Mann). El 1935 es va casar amb el diplomàtic francès Claude Clarac a l'Iran. Els viatges, que van inspirar la seva obra, la van portar als Estats Units, estat espanyol, Rússia, l'Afganistan (al costat d'Ella Maillart) i al Congo Belga.

## Biografia
Va néixer en el si d'una de les famílies més riques de Suïssa, al costat de quatre germans més. La seva mare, emparentada amb el canceller Von Bismarck Renée, mantenia certa relació d'amistat amb figures com Toscanini i la infanta d'Espanya. El seu pare era l'hereu de Ro. Schawzenbach & Co., que fabricava i importava seda. L'avi va ser el general Ulrich Wille.
Va créixer a Horgen. Des de petita, Annemarie va rebutjar el luxe i l'esplendor i, en aconseguir la pubertat, la seva família va sol·licitar una entrevista mèdica per comprendre el fet de la seva "estranya" conducta. Després d'algunes visites mèdiques, se li va diagnosticar esquizofrènia, veredicte del qual encara es desconeix la veracitat.
El 1927 va ingressar a la Universitat de Zúric per estudiar història i literatura, moment en el qual va començar amb la seva producció literària de ficció. Tres anys després, va conèixer els germans Mann. La seva amistat amb la família Mann es va perllongar durant tota la vida. Thomas Mann li va prendre afecte i la va batejar com "l'àngel devastat". El 1931, va obtenir el doctorat. Amb Klaus, obertament homosexual, va mantenir una relació fraternal (malgrat la distància, que va tenir els seus efectes).
El 1933 va viatjar a l'estat espanyol al costat de la seva amiga i fotògrafa Marianne Breslauer, on l'una escrivia i l'altra feia de reportera gràfica pel seu pas per Catalunya i Navarra. La idea de fer aquest viatge juntes va sorgir entre ella i Breslauer, que, per cert, l'havia fotografiat en reiterades ocasions, potser també per un cert interès en els canvis polítics i socials esdevinguts després de la proclamació de la Segona República l'any 1931. Una part de les 96 fotografies resultants van ser exposades l'octubre del 2016 a la retrospectiva del MNAC dedicada a Marianne Breslauer. Fotografies 1927-1938.
El 1939, va emprendre un viatge amb el seu cotxe, un Ford Roadster Deluxe de 18 cavalls, en direcció a Kabul, juntament amb Ella Maillart. Van fer més de set mil quilòmetres travessant Iugoslàvia, Bulgària, Turquia, Armènia, Pèrsia, l'Azerbaidjan i l'l'Afganistan. Fruit d'aquest viatge, va escriure Tots els camins estan oberts. El viatge a Afganist,an 1939/40.
Al llarg de la seva vida va ser addicta a la morfina i va estar intermitentment sota tractament psiquiàtric. El 1939 va realitzar un autointernament en diverses clíniques per buscar una cura i desintoxicació. En aquests dies va escriure Das glückliche Tal. El 1942 es va accidentar anant amb bicicleta, es va donar un cop al cap amb una pedra i va reaccionar dies després. En despertar, no va poder reconèixer la seva mare. Havia perdut també la capacitat de parla, observació i mobilitat. Va morir el 15 de novembre del mateix any.
L'escriptora italiana Melania G. Mazzucco és l'autora de la seva biografia novel·lada, amb el títol Lei così amata (Ella, tan estimada), premis Napoli i Vittorini (2000).

## Relacions sentimentals
Mai es va definir amb certesa sobre la seva homosexualitat, però els indicis de les seves relacions indiquen una oberta conducta lesbiana. Es va dir que va tenir una fugaç relació amb la filla de l'ambaixador turc a Teheran i una arqueòloga a el Turkmenistan.
En els tumultuosos anys de la seva vida, durant el 1940 va començar una relació amb l'escriptora Carson McCullers, amb qui va compartir algun temps la seva vida a Nova York. McCullers es va enamorar d'ella, però, malgrat l'admiració mútua, la relació no va prosperar.

## Obres
El tema bàsic de la seva obra se centra a reflectir la solitud que la va acompanyar durant tota la vida, com també ha estat irregular a causa de la seva dependència per la morfina, que l'obligava a recloure's diversos mesos en clíniques de rehabilitació. El 1931 va publicar la primera novel·la, Freunde um Bernhard. Sobre la seva obra s'han publicat set volums amb algunes peces escollides; també s'han muntat diverses exposicions amb les seves fotografies i dues biografies sobre la seva vida. Entre la seva obra escrita destaca:
- Das glückliche Tal
- Lyrische Novelle
- Bei diesem Regen
- Jenseits von New York
- Freunde um Bernhard
- Mort a Pèrsia (Tod in Persien)
- Auf der Schattenseite
- Flucht nach oben
- Alle Wege sind offen
- Winter in Vorderasien
- Unsterbliches Blau
- Wir werden és schon zuwege bringen, das Leben